# Die Abenteuer der Wüstenmaus
Die Abenteuer der Wüstenmaus (Originaltitel: Little Mouse on the Prairie) ist eine amerikanisch-chinesische Zeichentrickserie aus dem Jahr 1997.

## Handlung
In einem Märchendorf inmitten der Prärie lebt die Mäusefamilie Dee mit ihrer Tochter Tweezle. Die Familie bekommt Besuch von Tweezles gleichaltrigem Cousin Osgood. Er ist eine typische Stadtmaus und lernt zusammen mit der Familie das Dorfleben kennen. Außerdem dabei sind die Kinder Frosch Jeremiah, Erpel Flaps, das Hasenmädchen Blossom und der Mäuserich Sweeny. Die Bösewichte Kater B.C. und sein Kumpel Cal machen den anderen allerdings Ärger.

## Produktion und Veröffentlichung
Die Produktion fand 1997 in den Vereinigten Staaten statt. Dabei sind eine Staffel und 26 Episoden entstanden. Eine Episode enthält immer zwei Folgen. In Deutschland wurde die Serie erstmals am 8. November 1997 auf RTL ausgestrahlt. Spätere Ausstrahlungen erfolgten ebenfalls auf RTL II.

## Episodenliste
| Nr. | Deutscher Titel               | Originaltitel                   |
| 1.  | Das Spielzeugboot             | The Whole Toot                  |
|     | Der Piratenschatz             | Treasure Hunt                   |
| 2.  | Das Dorffest                  | All's Fair                      |
|     | Die Zauberinsel               | Down the Creek                  |
| 3.  | Der Brillen-Detektiv          | A Pair of Spectacles            |
|     | Wettbewerb der guten Taten    | Popularity Contest              |
| 4.  | Pinselspaß                    | Get a Job                       |
|     | Schweigen ist Gold            | Shut My Mouth                   |
| 5.  | Der Angeber                   | Follow That Leaper              |
|     | Grünkäppchen                  | Little Green Riding Hood        |
| 6.  | Die Flugmaschine              | Quack up                        |
|     | Aus alt mach neu              | Spring Cleaning                 |
| 7.  | Der Irrtum                    | Blossom Cries Wolf              |
|     | Schneemannparade              | Osgood the Snowman              |
| 8.  | Rivalen                       | The More the Merrier            |
|     | Die vertauschte Fiebel        | Fiddlin' Around                 |
| 9.  | Der Wolkenbruch               | Rain, Rain Go Away              |
|     | Das Erdbeerenwunder           | Growing Like Crazy              |
| 10. | Das fliegende Monster         | Fangs a Lot                     |
|     | Mädchen für alles             | Handyman Cal                    |
| 11. | Der Bohnenbaum                | Going Bats                      |
|     | Heimweh                       | Osgood and the Beanstalk        |
| 12. | Schrottkunst                  | Junkyard Genius                 |
|     | Der Riesenkürbis              | Fright Night                    |
| 13. | Der Wintervorrat              | Nuts to You                     |
|     | Überraschungen                | The Best Gift of All            |
| 14. | Fangt den Dieb!               | To Catch a Thief                |
|     | Das schönste Geschenk         | Surprised Party                 |
| 15. | Eine echte Dame               | Lady for a Day                  |
|     | Die große Wanderung           | A-Camping We Will Go            |
| 16. | Stadtmäuse                    | A Clothes Call                  |
|     | Das Picknick                  | Forget Me Not                   |
| 17. | Gespensterparade              | The Creature of Crawdaddy Creek |
|     | Eine geniale Idee             | Pa's Little Helpers             |
| 18. | Wettangeln in Squeaky Corner  | A Fishy Story                   |
|     | Angsthasen                    | Scaredy Cats                    |
| 19. | Der Außerirdische             | Up, up and away                 |
|     | Wer holt den Preis?           | Peas and Thank You              |
| 20. | Bittys Abenteuer              | Bitty's Big Adventure           |
|     | Dorfnachrichten               | Dear Patches                    |
| 21. | Der Radieschenkrieg           | Radish Rivals                   |
|     | Knochenarbeit                 | No Bones About It               |
| 22. | Kinderzirkus                  | Barnyard Circus                 |
|     | Der Geist in der Lampe        | B. and the Magic Lamp           |
| 23. | Ein voller Erfolg             | Stagestruck                     |
|     | Konkurrenzkämpfe              | Leminade Wars                   |
| 24. | Auf zur Farnak-Jagd           | Call of the Wild                |
|     | Wettkochen in Squeaky Corners | Squeaky Corners Cook-off        |
| 25. | Das Spiel des Jahres          | Batter up                       |
|     | Ein Stern fällt vom Himmel    | Rock Star                       |
| 26. | Das Erntedankfest             | Thanks for Giving               |
|     | Eine Reise in die Stadt       | Home again                      |